# Andrew Parker Bowles
Andrew Henry Parker Bowles OBE (sinh ngày 27 tháng 12 năm 1939) là một chuẩn tướng trong quân đội Anh đã về hưu. Ông là chồng cũ của Camilla, Vương hậu Anh (người được biết đến như Công tước phu nhân xứ Cornwall ở Anh và Rothesay ở Scotland), người đã kết hôn với Charles III của Anh.